# Albany (Kentucky)
Albany és una població dels Estats Units a l'estat de Kentucky. Segons el cens del 2000 tenia 2.220 habitants.

## Demografia
Segons el cens del 2000, Albany tenia 2.220 habitants, 1.018 habitatges, i 561 famílies. La densitat de població era de 252,1 habitants/km².
Dels 1.018 habitatges en un 25,1% hi vivien nens de menys de 18 anys, en un 37,5% hi vivien parelles casades, en un 14,5% dones solteres, i en un 44,8% no eren unitats familiars. En el 41,6% dels habitatges hi vivien persones soles el 19,3% de les quals corresponia a persones de 65 anys o més que vivien soles. El nombre mitjà de persones vivint en cada habitatge era de 2,12 i el nombre mitjà de persones que vivien en cada família era de 2,86.
Per edats la població es repartia de la següent manera: un 21,5% tenia menys de 18 anys, un 9,9% entre 18 i 24, un 24,4% entre 25 i 44, un 24,8% de 45 a 60 i un 19,4% 65 anys o més.
L'edat mediana era de 40 anys. Per cada 100 dones de 18 o més anys hi havia 77 homes.
La renda mediana per habitatge era de 14.558 $ i la renda mediana per família de 22.652 $. Els homes tenien una renda mediana de 21.389 $ mentre que les dones 16.685 $. La renda per capita de la població era de 12.919 $. Entorn del 28,9% de les famílies i el 35,9% de la població estaven per davall del llindar de pobresa.

## Poblacions més properes
El següent diagrama mostra les poblacions més properes.